# Calvaire de Languidou
Le calvaire de Languidou, est situé sur le placître de la chapelle de Languidou, sur la commune de Plovan, dans le département du Finistère, en Bretagne.
D'un point de vue ethnographique, il est situé en pays Bigouden (ar Vro Vigoudenn), en Basse-Cornouaille (ancien diocèse de Quimper).

## Description
Réalisé entièrement en granite, il mesure 4,50 m de haut et comprend :
- une mace[1] carrée à trois degrés maçonnés ;
- un socle monolithe, tronconique-arrondi (Yves-Pascal Castel émet l'hypothèse que ce soit une stèle en remploi[2]) ;
- un fût monolithe, octogonal, légèrement élargi à la base, couronné d'un chapiteau octogonal, haut et étroit ;
- une croix monolithe, intégrant : 
  - à l'ouest, le Christ en croix, tête inclinée sur sa droite et pieds superposés,
  - à l'est, une Vierge de pitié.

## Datation
Yves-Pascal Castel estime ce calvaire du XVIe siècle. Il est donc beaucoup plus récent que la chapelle qu'il accompagne (milieu du XIIIe).
Il est probablement à sa place originelle, au milieu de l'ancien cimetière. Il ne paraît pas avoir subi de modifications notables après son érection.
Il porte le no 2445 dans l'inventaire d'Yves-Pascal Castel.